# Государственный строй Нигера
Государственное устройство Нигера определяется Конституцией Республики Нигер и законами страны. Существующая система управления, согласно Конституции 2010 года, называется Седьмой республикой Нигера. Это смешанная республика, в которой Президент Нигера является главой государства, а премьер-министр Нигера — главой правительства. Чиновники занимают свои посты в результате выборов на национальном и местном уровне, в контексте конкурентной многопартийной системы. Исполнительная власть принадлежит правительству. Законодательная власть — правительству и Национальному собранию. Судебная власть независима от исполнительной и законодательной власти: Конституционный суд обладает юрисдикцией в отношении конституционных и избирательных вопросах.
Национальное правительство с 1999 года было дополнено местными избранными должностными лицами, которые в свою очередь выбирают представителей на уровне департаментов и регионов. До 1999 года эти уровни правительства всегда назначались центральным правительством.
Центральное управление осуществляется профессиональными административными учреждениями, направленных Управлением Президента и/или Министерствами, возглавляемыми членами Национального Собрания, назначенными на должность президентом. Остальная часть отделений министерств заполняются неполитическими профессиональными администраторами. Местное самоуправление осуществляется местными, ведомственными и региональными советами, Министерством территориальных коллективов, чиновниками, выбранными этими выборными органами и профессиональными государственными служащими.
В 2021 году президентские выборы были самыми демократичными в истории Нигера и стали первой мирной передачей власти между двумя президентами.